# Строчя Вас
Строчя Вас (словен. Stročja vas) — поселення в общині Лютомер, Помурський регіон, Словенія. Висота над рівнем моря: 190,6 м.